# Wilhelm Pollauf
Wilhelm Pollauf (28. května 1876 Horská Kvilda – 14. května 1916 Gorizia) byl rakouský právník a politik německé národnosti z Čech, na počátku 20. století poslanec Říšské rady. Padl za první světové války.

## Biografie
Narodil se na Šumavě v rodině majitele pily. Vychodil školu v rodné Kvildě, maturitu složil na gymnáziu v Českém Krumlově a pak studoval práva na Německé univerzitě v Praze. Působil jako právník. Po studiích nejprve pracoval ve státní službě, pak se věnoval advokacii. V době svého působení v parlamentu se uvádí jako čekatel advokacie ve Vídni.
Byl veřejně a politicky činný. Zpočátku patřil mezi stoupence Georga von Schönerera. Pak založil menší Německou sociální stranu (Deutsche Soziale Partei), která se snažila kombinovat prvky sociální a národovecké.
Působil coby poslanec Říšské rady (celostátního parlamentu Předlitavska), kam usedl ve volbách do Říšské rady roku 1911, konaných podle všeobecného a rovného volebního práva. Byl zvolen za obvod Dolní Rakousy 30. Poslancem byl do své smrti roku 1916.
V roce 1911 byl uváděn jako člen Německé sociální strany. Po volbách roku 1911 byl na Říšské radě nezařazeným poslancem.
Zemřel v květnu 1916. Za první světové války totiž dobrovolně narukoval. Byl jednatelem vojenského soudu v Gorici. V tamní kavárně ho v květnu 1916 zasáhl nepřátelský granát a zemřel. V roce 1917 odhalil Bund der Deutschen in Böhmen na jeho hrobě na Gersthofu ve Vídni mramorovou bustu. V srpnu 1924 byla na rodném Pollaufově domě v Horské Kvildě odhalena pamětní deska.